# Funzioni di più variabili complesse
Una funzione di più variabili complessa, detta anche funzione complessa multivariata, è una funzione complessa in forma
{\displaystyle f(z_{1},\dots ,z_{n})}
in più variabili {\displaystyle z_{1},\dots ,z_{n}}, definita sullo spazio delle ennuple di numeri complessi, {\displaystyle \mathbb {C} ^{n}}, ove n>1, e a valori nei numeri complessi.
Come in analisi complessa, che si occupa del caso molto particolare {\displaystyle n=1}, non vengono considerate tutte le funzioni, ma solo quelle analitiche, cioè le funzioni che sono rappresentabili localmente come serie di potenze nelle variabili {\displaystyle z_{1},\dots ,z_{n}}. Le funzioni complesse multivariate vengono studiate dall'analisi complessa multivariata.

## Storia
Nel corso del XIX e XX secolo, in varie branche della matematica un gran numero di funzioni analitiche in più variabili complesse acquisirono grande importanza, basti pensare alle funzioni abeliane, alle funzioni theta e alle serie ipergeometriche, nonché le funzioni analitiche di una variabile dipendenti da parametri complessi. Malgrado ciò, per molti anni vennero perlopiù studiate singolarmente queste funzioni, senza che venisse data grande importanza a uno studio delle proprietà dello spazio delle funzioni in più variabili complesse.
Uno tra i primi teoremi di questa branca dell'analisi matematica, fu il Teorema di preparazione di Weierstrass, che mette in luce il comportamento di una funzione di più variabili complesse attorno a un suo zero, ed ha implicazioni in vari ambiti della matematica, e mostra che tali funzioni non hanno zeri isolati, al contrario di quanto accade in  analisi complessa.
Negli anni 30, cominciò ad emergere una teoria generale, grazie soprattutto all'opera di Friedrich Hartogs e Kiyoshi Oka, e agli importanti contributi di altri matematici quali Heinrich Behnke, Renato Caccioppoli, Karl Stein e Peter Thullen.
Ad Hartogs sono dovuti alcuni risultati basilari, tra cui il teorema che afferma che le funzioni analitiche in più variabili sono esattamente quelle che sono analitiche in ciascuna variabili separatamente, e la dimostrazione che le funzioni in più variabili complesse non hanno singolarità isolate, contrariamente a quanto accade per {\displaystyle n=1}. Questo risultato, unito al fatto che per {\displaystyle n>1} gli integrali di contorno sono integrali su varietà {\displaystyle 2n-1} dimensionali (essendo {\displaystyle \mathbb {C} ^{2}} uno spazio quattro-dimensionale sui {\displaystyle \mathbb {R} }), fa sì che il calcolo dei residui sia estremamente più complicato rispetto al caso dell'analisi complessa, nella cui teoria il teorema dei residui svolge un ruolo fondamentale.
Dopo il 1945 la situazione cambiò radicalmente a seguito di importanti risultati ottenuti in Francia, nell'ambito dei Seminari Henri Cartan, e in Germania grazie ai lavori di Hans Grauert e Reinhold Remmert. Molti problemi vennero chiariti, in particolare quello della continuazione analitica, in cui risulta particolarmente evidente la differenza con la teoria per funzioni di una variabile. Infatti, mentre per ogni sottoinsieme aperto e connesso di {\displaystyle \mathbb {C} } si può trovare una funzione che non sia prolungabile con continuità in una funzione analitica sulla frontiera, non è detto che questo risultato valga per {\displaystyle n>1}. In effetti, gli insiemi che godono di questa proprietà sono piuttosto speciali, e vengono detti insiemi pseudoconvessi. Essi vennero introdotti da Eugenio Elia Levi nel 1910. .
I domini su cui è più naturale definire una funzione prolungabile continuamente fino al bordo sono chiamati Varietà di Stein e sono caratterizzati dal rendere nulli i gruppi della coomologia dei fasci. Venne così risolta la necessità di chiarire le basi del lavoro di Oka e di giungere ad un utilizzo coerente dei fasci per la formulazione della teoria. Questo, grazie soprattutto ai lavori di Grauert, ha avuto importanti ripercussioni nel campo della Geometria algebrica.
In seguito a questi lavori, si ebbe a disposizione una teoria fondamentale applicabile alla nuova branca della geometria analitica (intesa come geometria degli zeri delle funzioni analitiche), alle forme automorfe in più variabili ed alle equazioni differenziali alle derivate parziali.  La teoria della deformazione di strutture complesse e varietà complesse è stata descritta in termini molto generali da Kunihiko Kodaira e Donald C. Spencer. Infine, il famoso articolo Géometrie Algébrique et Géométrie Analytique (GAGA), di Jean-Pierre Serre ha chiarito le relazioni tra geometria analitica e geometria algebrica.
Pare che C.L. Siegel si fosse lamentato del fatto che la nuova teoria delle funzioni di più variabili complesse riguardasse poche funzioni, riferendosi al fatto che lo studio delle funzioni speciali è, in questa teoria, subordinato a quello dei fasci. In effetti, gli studiosi di teoria dei numeri sono ovviamente interessati a specifiche generalizzazioni delle forme modulari ed i candidati più naturali sono le forme modulari di Hilbert e quelle di Siegel. Queste sono associate a gruppi algebrici per i quali le rappresentazioni automorfe possono essere derivate da funzioni analitiche.
Tra gli sviluppi seguenti della teoria vi è lo studio delle iperfunzioni e il teorema edge-of-the-wedge, entrambi provenienti da idee della teoria quantistica dei campi. Ci sono inoltre altri campi, quali la teoria delle algebre di Banach che ricorrono alla teoria delle funzioni in più variabili complesse.